# تشارلز فيتزروي
تشارلز فيتزروي (بالإنجليزية: Charles Augustus FitzRoy)‏ كان فيتزروي ضابطاً عسكرياً بريطانياً وسياسي وعضو في الطبقى الأرستقراطية من مواليد 10 يونيو 1796 وتُوفي في 16 فبراير 1858م، كان حاكماً لعدة مستعمرات بريطانية خلال القرن ال16.
وُلد في بريطانيا وكان جده أغسطس فيتزروي رئيس وزراء بريطاني العظمى من عام 1770-1768م أخوه روبرت فيتزروي أصبح رائد الأرصاد الجوية ومساح، وأصبح فيما بعد حاكم لنيوزلندا.